# Prideparad

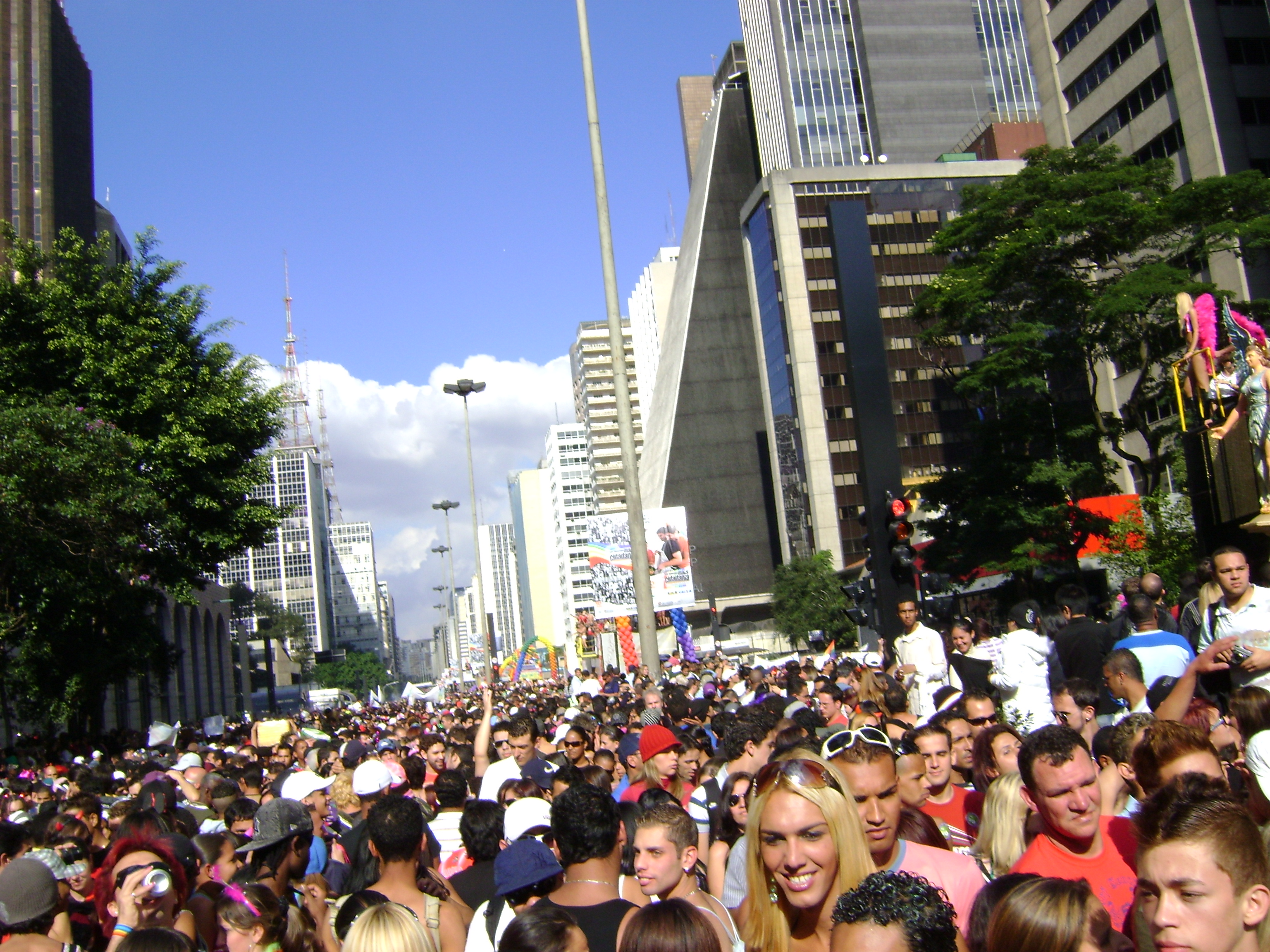
Den trettonde årliga prideparaden i São Paulo 2009. 2006 utsågs det till världens största av Guinness rekordbok med 2,5 miljoner uppskattade deltagare. 2009 deltog 2,3 miljoner.

Prideparad, även gayprideparad eller pridefestival, är ett evenemang inom priderörelsen där homosexuell, bisexuell, trans och queer (HBTQ) social acceptans, självacceptans, framgångar och rättigheter står i centrum. Emellanåt är de i form av demonstrationer för lagliga rättigheter såsom samkönat äktenskap. De flesta prideparader äger rum årligen och många äger rum omkring juni till minne av Stonewallupproret, en avgörande händelse för HBTQ-rörelsen. Varje år välkomnas nya HBTQ-personer till denna tradition som en del av utbildningen som behövs för att känna till historien om rörelsen och personerna som format den, samtidigt som de fick utstå sociala och konstitutionella diskrimineringar av vilka många ännu inte har åtgärdats.
Under 2019 ägde det största firandet av Pride rum i New York City: Stonewall 50 – Worldpride i New York 2019, arrangerat av Heritage of Pride till minne av 50-årsjubileet av Stonewallupproret, med fem miljoner åskådare.

## Bakgrund
Nyheter om Kubanska arbetsläger för homosexuella inspirerade Mattachine Society att anordna protester vid FN och vita huset år 1965, vilket blev starten på proteströrelsen för HBTQ-rättigheter. Tidigt på morgonen den 28 juni 1969 gjorde HBTQ-personer uppror till följd av en polisrazzia på Stonewall Inn i New York City. Stonewall Inn var en gaybar som var populär bland de mest marginaliserade HBTQ-personerna: transvestiter, transpersoner, feminina unga män, prostituerade och hemlösa ungdomar.

## Beskrivning
Många parader har åtminstone kvar en del av den ursprungliga aktivistiska karaktären, speciellt i mindre accepterande sammanhang. Det varierar mestadels beroende på politiska, ekonomiska och religiösa klimat i området. I mer accepterande områden är paraderna mer festliga och stora parader inkluderar ofta kortegevagnar, dansare, dragqueens och musik, men även dessa festliga parader inkluderar vanligtvis politiska och utbildande delar. De flesta parader innehåller också några aspekter tillägnade minnet av offer för AIDS och anti-HBTQ-våld.

## Prideparader i Sverige
Den första prideparaderna hölls i Sverige i början av 1970-talet i Örebro och Uppsala med knappt 20 deltagare. Idag arrangeras ungefär 50 prideparader i Sverige varje år, varav den största av dessa är Stockholm Pride med omkring 50 000 deltagare och 500 000 åskådare.

## Motstånd
Prideparader möter ofta motstånd i form av motdemonstrationer och personer från högerextrema grupper som försöker stoppa eller störa paraden, ibland med våldsamma metoder som fysiskt våld och stenkastning. Under 2019 arrangerades en straight-prideparad i Boston av personer med kopplingar till högerextremism, eftersom de anser att heterosexuella är en förtryckt majoritet och tycker att pride inte behövs. Många av deltagarna protesterade dock mot HBTQ-rörelsen.